# Lliga iemenita de futbol
La Lliga iemenita de futbol és la màxima competició futbolística del Iemen.
És organitzada per la Yemen Football Association. Abans de la unificació del país existien lligues de futbol a Iemen del Nord i Iemen del Sud. L'any 1990, amb la unificació del país, també es creà una lliga unificada, amb quatre nivells: Premier, Primera, Segona i Tercera divisió. La lliga es preveia esdevingués professional la temporada 2008–09.

## Clubs participants
| Club                | Ciutat     | Estadi                 |
| ------------------- | ---------- | ---------------------- |
| Al-Ahli San'a       | Sanà       | Estadi Ali Muhesen     |
| Al-Hilal Al-Sahili  | al-Hudayda | Estadi Al Ulufi        |
| Al-Ittihad Ibb      | Ibb        |                        |
| Al-Oruba Zabid      | Sanà       | Estadi Ali Muhesen     |
| Al-Saqr Ta'izz      | Taizz      |                        |
| Al-Sha'ab Hadramaut | Mukalla    | Estadi Baradem Mukalla |
| Al-Sha'ab Ibb       | Ibb        |                        |
| Al-Shula Aden       | Aden       |                        |
| Al-Tilal Aden       | Aden       | Estadi 22 de Maig      |
| Al-Wahda Aden       | Aden       |                        |
| Al-Wahda San'a      | Sanà       |                        |
| Al Yarmuk Al Rawda  | Sanà       |                        |
| Fahman Abyan        | Abyan      |                        |
| Shabab Al-Jeel      | al-Hudayda |                        |

## Historial

### Iemen del Nord
Font:
- 1978-79:  Al-Wahda San'a (1)
- 1979-80:  Al-Zuhra (1)
- 1980-81:  Al-Ahli San'a (1)
- 1981-82:  Al-Sha'ab San'a (1)
- 1982-83:  Al-Ahli San'a (2)
- 1983-84:  Al-Ahli San'a (3)
- 1984-85: No es disputà
- 1985-86:  Al-Ahli Ta'izz (1)
- 1986-87: No es disputà
- 1987-88:  Al-Ahli San'a (4)
- 1988-89:  Al Yarmouk San'a (1)
- 1989-90:  Al Yarmouk San'a (2)

### Iemen del Sud
Font:
- 1970-71:  Al-Tilal Aden (1)
- 1971-72: ?
- 1972-73: ?
- 1973-74: ?
- 1974-75:  Shabab Al Jeel (1)
- 1975-76:  Al-Wahda Aden (1)
- 1976-77:  Al-Tilal Aden (2)
- 1977-78: ?
- 1978-79:  Shabab Al Jeel (1)
 i  Al-Ahli Hodeida (1)[a]
- 1979-80:  Al-Tilal Aden (3)
- 1980-81: ?
- 1981-82:  Al-Tilal Aden (4)
- 1982-83:  Al-Tilal Aden (5)
- 1983-84:  Al Shorta Aden (1)
- 1984-85: ?
- 1985-86: ?
- 1986-87:  Al Tilal Aden (6)
- 1987-88:  Al-Wahda Aden (2)
- 1988-89:  Al-Wahda Aden (3)
- 1989-90:  Al-Shula Aden (1)

### Iemen
Font:
- 1990-91:  Al-Tilal Aden (7)
- 1991-92:  Al-Ahli San'a (5)
- 1992-93: No es disputà
- 1993-94:  Al-Ahli San'a (6)
- 1994-95:  Al-Wahda San'a (2)
- 1995-96: No es disputà
- 1996-97:  Al-Wahda San'a (3)
- 1997-98:  Al-Wahda San'a (4)
- 1998-99:  Al-Ahli San'a (7)
- 1999-00:  Al-Ahli San'a (8)
- 2000-01:  Al-Ahli San'a (9)
- 2001-02:  Al-Wahda San'a (5)
- 2002-03:  Al-Sha'ab Ibb (1)
- 2003-04:  Al-Sha'ab Ibb (2)
- 2004-05:  Al-Tilal Aden (8)
- 2005-06:  Al-Saqr Ta'izz (1)
- 2006-07:  Al-Ahli San'a (10)
- 2007-08:  Al-Hilal Al-Sahili (1)
- 2008-09:  Al-Hilal Al-Sahili (2)
- 2009-10:  Al-Saqr Ta'izz (2)
- 2010-11:  Al-Oruba Zabid (1)
- 2011-12:  Al-Sha'ab Ibb (3)
- 2012-13:  Al Yarmuk Al Rawda (3)
- 2013-14:  Al-Saqr Ta'izz (3)
- 2014-15: Abandonat[b]
- 2015-19: No es disputà[c]
- 2019-20:  Al-Sha'ab Hadramaut (1)
- 2020-21: No es disputà
- 2021:  Fahman SCC (1)